# The Arizonian

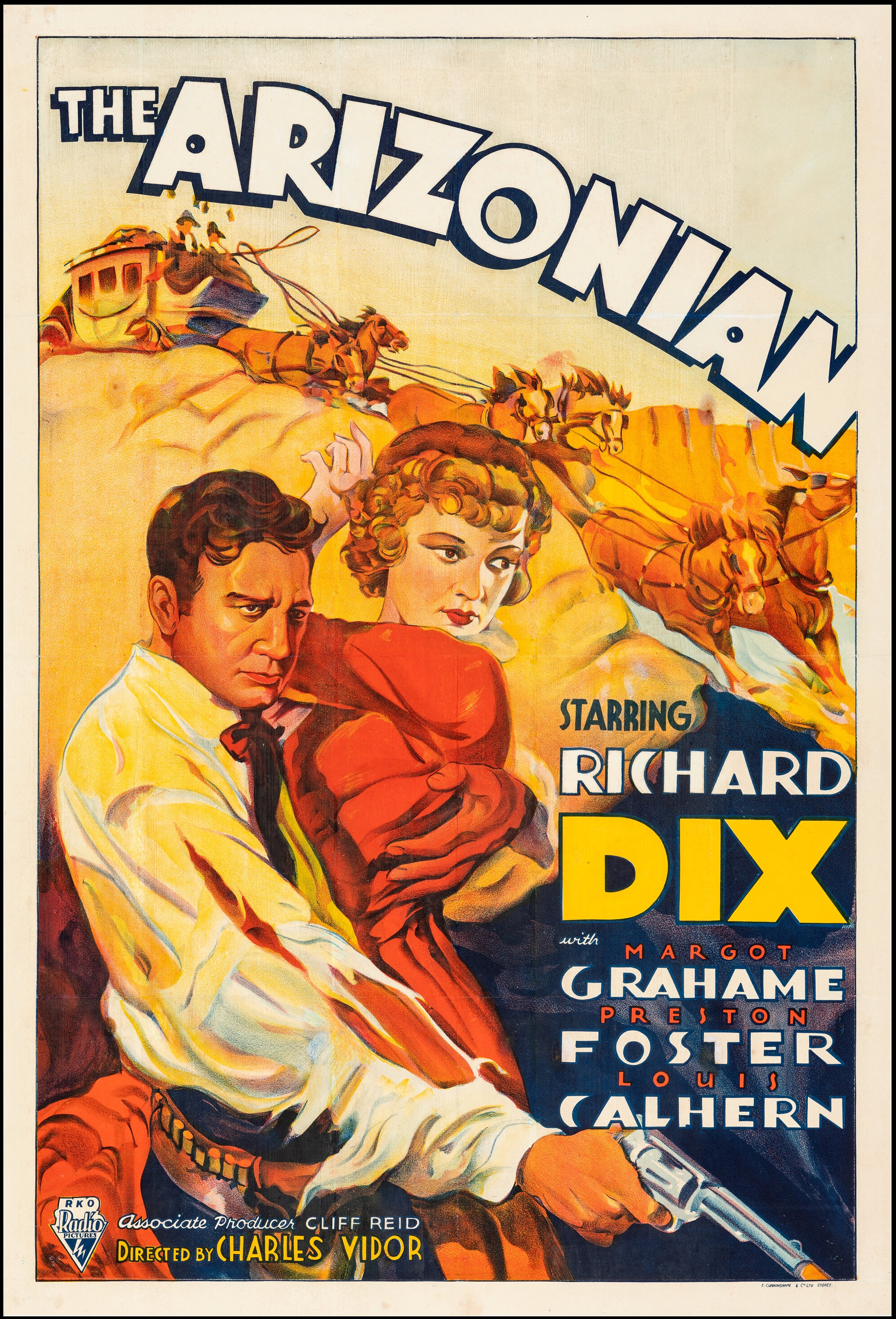
Affiche du film.

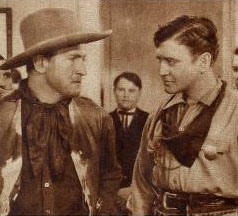
Joe Sauers et Richard Dix dans une scène du film.

The Arizonian est un western américain réalisé par Charles Vidor, sorti en 1935.

## Synopsis
Clay Tallant est en route vers l'Arizona, pour y retrouver son frère, Orin. Alors qu'il s'approche de la ville, il s'oppose à une attaque de diligence tentée par Frank McCloskey et son gang. En intervenant, Clay sauve Kitty Rivers, une chanteuse du saloon de la ville, fiancée à Orin. Il va débarrasser la ville de son shérif corrompu.

## Fiche technique
- Réalisation : Charles Vidor
- Scénario : Dudley Nichols
- Producteur : Cliff Reid (en)
- Photographie : Harold Wenstrom
- Montage : Jack Hively
- Distributeur : RKO Radio Pictures
- Genre : western
- Durée : 75 minutes
- Date de sortie : 28 juin 1935[1]

## Distribution
- Richard Dix : Clay Tallant
- Margot Grahame : Kitty Rivers
- Preston Foster : Tex Randolph
- Louis Calhern : Shérif Jake Mannen
- James Bush : Orin Tallant
- Ray Mayer : Frank McCloskey
- Willie Best : Pompey
- Hattie McDaniels : Sarah[2]
- Joseph Sauers : L'as de la gâchette Keeler
- Francis Ford : Maire Ed Comstoc

Acteurs non crédités
- Ed Brady : Homme recevant du vin sur la tête
- Ethan Laidlaw : Homme de main
- Edward Van Sloan : Juge Cody